# Heinrich XVI.

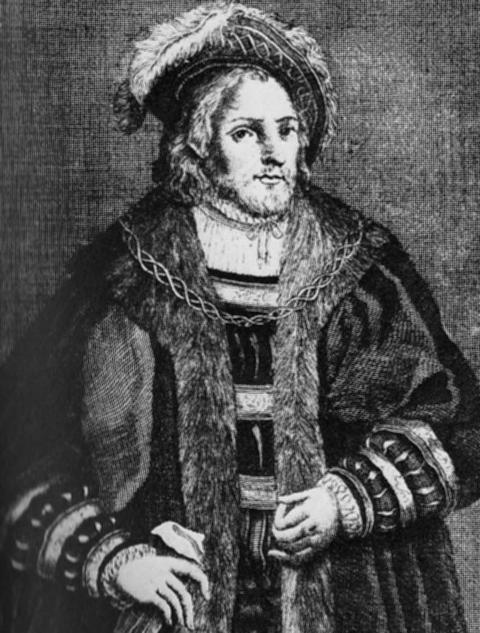
Herzog Heinrich XVI. von Bayern-Landshut (1386–1450)

Heinrich XVI. der Reiche von Bayern, auch geführt als Heinrich IV. von Bayern-Landshut (* 1386 vermutlich auf der Burg zu Burghausen; † 30. Juli 1450 in Landshut) aus dem Hause Wittelsbach war von 1393 bis zu seinem Tod Herzog von Bayern-Landshut. Er war der erste der drei „reichen Herzöge“, die Bayern-Landshut im 15. Jahrhundert regierten. Er profitierte vom Aussterben der Linien seiner wittelsbachischen Vettern, erwarb 1429 ein Viertel von Bayern-Straubing und konnte 1447 den weitaus größten Teil des Herzogtums Bayern-Ingolstadt erhalten. Unter seiner Herrschaft wurde Niederbayern zum mächtigsten Herzogtum in Süddeutschland.

## Leben

### Frühe Jahre und Vormundschaftszeit
Heinrich wurde 1386 als ältester Sohn Herzog Friedrichs des Weisen von Bayern und seiner zweiten Ehefrau Maddalena Visconti geboren. Sein Vater war zuvor mit Anna von Neuffen verheiratet gewesen; die gemeinsame Tochter Elisabeth hatte Maddalenas älteren Bruder Marco geheiratet und war 1382 gestorben. Aus Friedrichs zweiter Ehe hatte Heinrich zwei ältere Schwestern, Elisabeth und Margarete, sowie die jüngeren Geschwister Magdalena und Johann. Margarete und Johann starben im Kindesalter, Elisabeth und Magdalena wurden später von ihrem Bruder standesgemäß verheiratet.

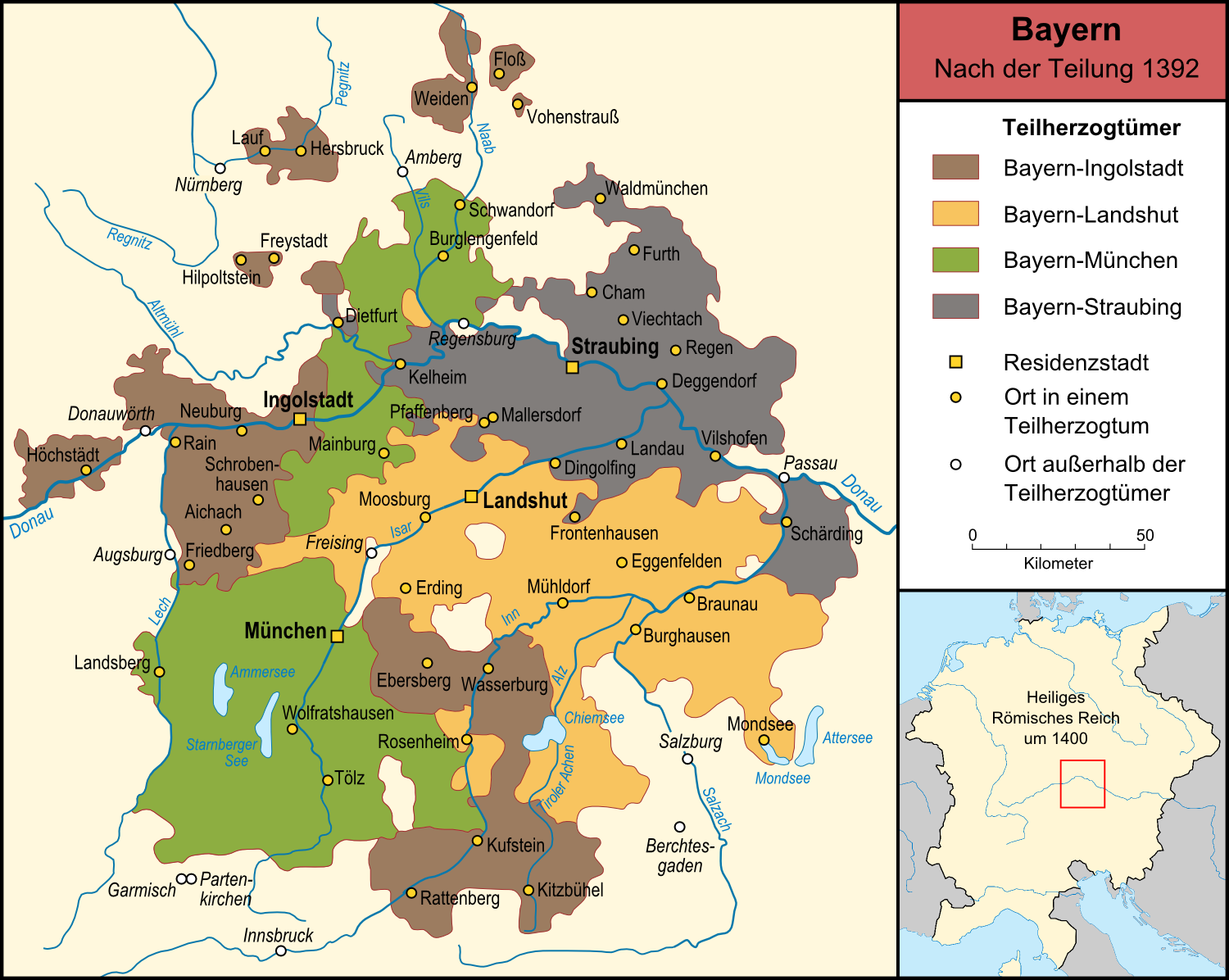
Die vier bayerischen Teilherzogtümer nach der Landesteilung von 1392

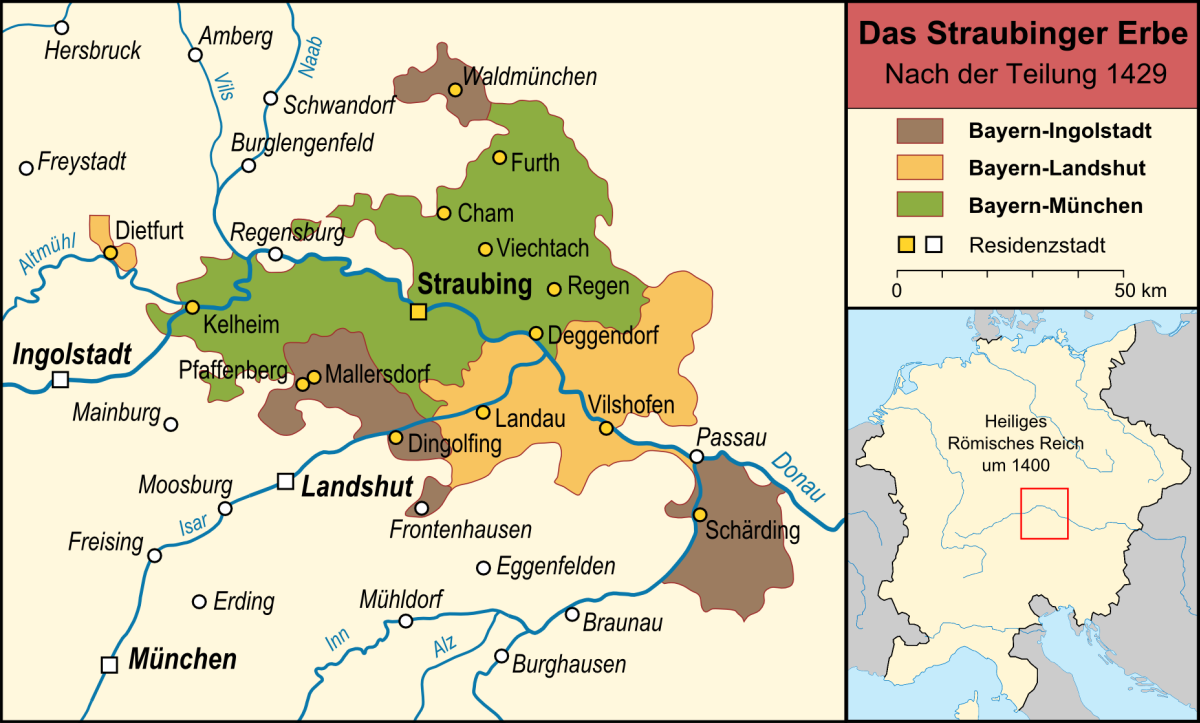
Die Aufteilung von Bayern-Straubing 1429

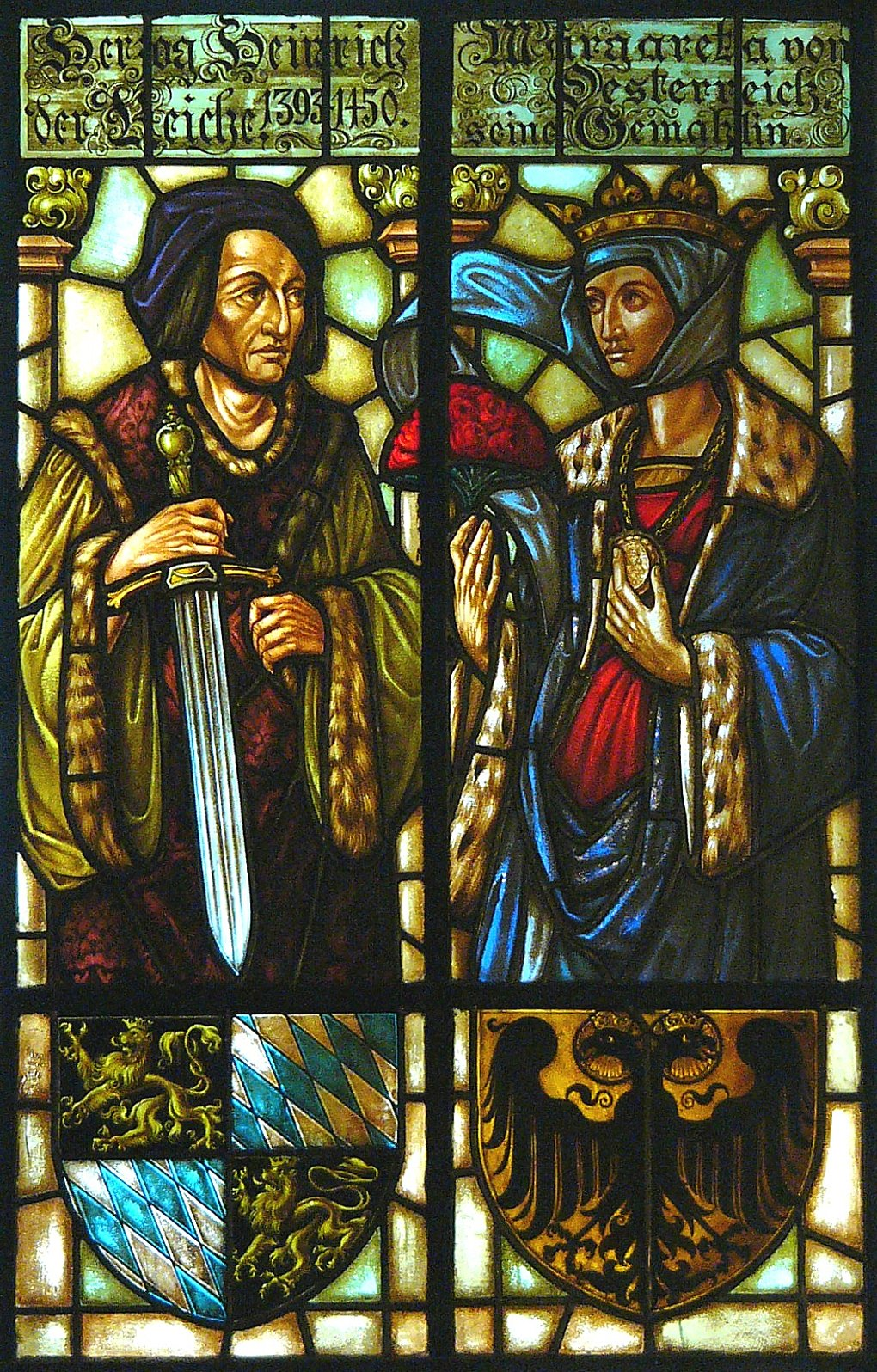
Herzog Heinrich XVI. und seine Gemahlin Margarete von Österreich in einem Fenster des Landshuter Rathauses

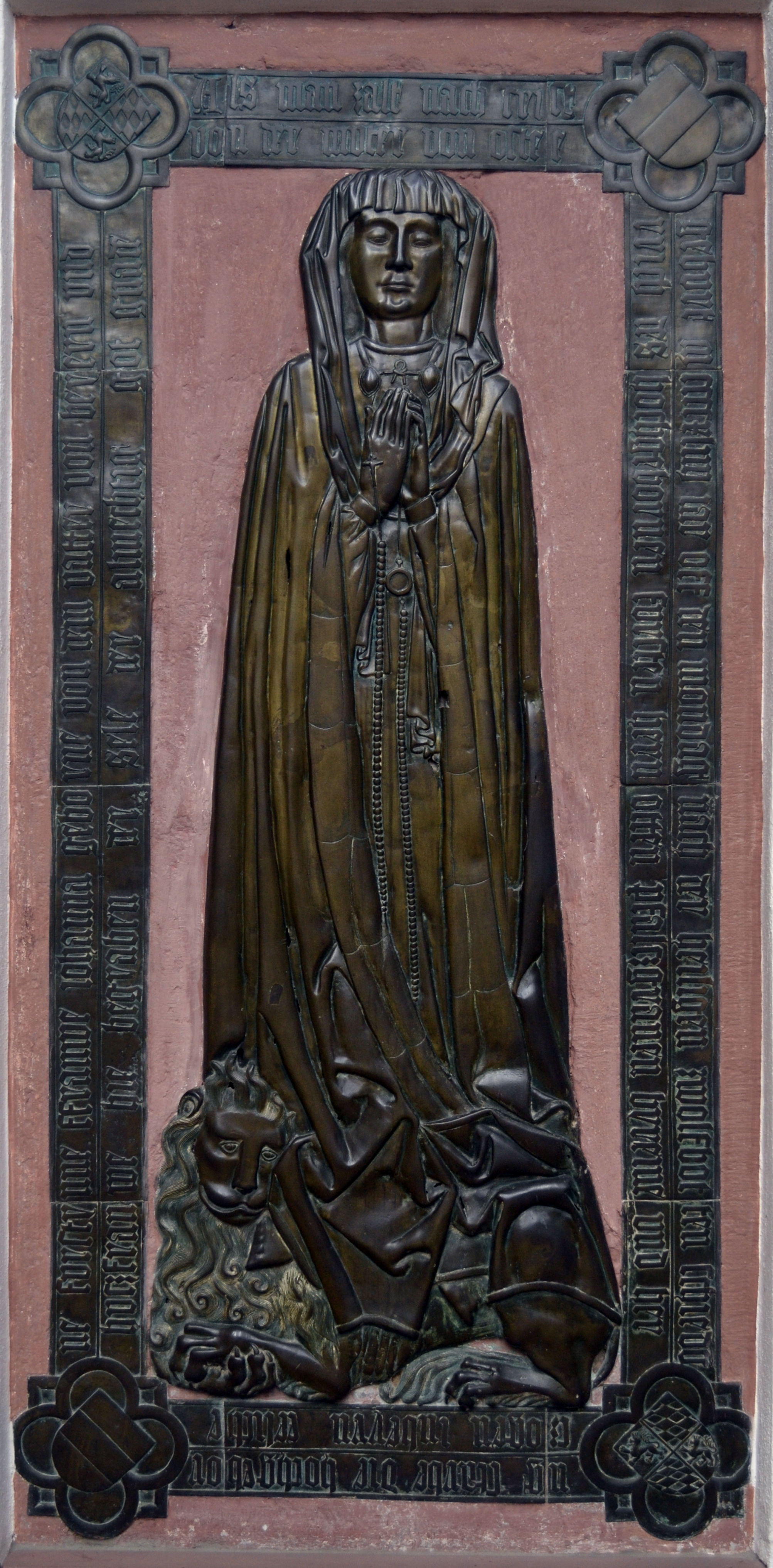
Grabplatte der Tochter Johanna († 1444) in Mosbach

In der Landesteilung von 1392 – auch als dritte bayerische Landesteilung bezeichnet – teilten die Herzöge Stephan III., Friedrich und Johann II. Bayern in drei selbständige Herzogtümer auf, die heute nach ihren Residenzstädten Bayern-Ingolstadt, Bayern-Landshut und Bayern-München genannt werden. Friedrich, der Niederbayern bereits seit 1376 verwaltet hatte, erhielt mit Bayern-Landshut den wirtschaftlich stärksten Teil. Als er nur ein Jahr später überraschend starb, wurde der siebenjährige Heinrich sein Nachfolger. Zunächst stand er allerdings unter der Vormundschaft der oberbayerischen Herzöge Stephan III. und Johann II., sowie nach Johanns Tod im Jahr 1397 der seiner Söhne Ernst und Wilhelm III.
Heinrichs Mutter, die niederbayerischen Viztume und die niederbayerische Landschaft konnten alle Versuche seiner Vormünder abwehren, die Teilung von 1392 rückgängig zu machen und ihm so sein Herzogtum wieder zu nehmen. 1401 belehnte König Ruprecht den mündig gewordenen Heinrich offiziell mit Bayern-Landshut. Der junge Herzog regierte nun weitgehend selbständig, blieb aber bis 1404 nominell unter der Vormundschaft Ernsts und Wilhelms. Einige Monate nach dem Ende der Vormundschaftszeit, am 24. August 1404, starb auch Heinrichs Mutter Maddalena.

### Herzog von Bayern-Landshut
Nach der Aufnahme seiner Regierungstätigkeit erließ Heinrich eine Verfassung, nach der Beschlüsse der Städte von seiner Genehmigung abhängig waren. Er behielt sich vor, die Richter, Kämmerer und Stadträte selbst zu ernennen, und verbot die Handwerkszünfte. Das führte 1408 zum Streit mit der Stadt Landshut. Heinrich befahl alle Ratsherren zu sich, ließ sie gefangen nehmen, enteignen und vertreiben. Daraufhin kam es 1410 zu einem Aufstand der Stadt, der durch Verrat jedoch vorzeitig entdeckt wurde. Heinrich ließ Mitglieder von fünfzig Landshuter Familien hinrichten, blenden oder des Landes verweisen und ihr Vermögen konfiszieren. Gleichzeitig begann er mit dem Ausbau seiner Landshuter Residenz.
Heinrichs Gemahlin hielt sich dagegen fern vom Landshuter Hof auf der Burg zu Burghausen auf. Daraus wurde gefolgert, Heinrich habe die Landshuter Tradition begonnen, seine Ehefrau nach Burghausen zu „verbannen“; sein Sohn Ludwig IX. und sein Enkel Georg seien ihm darin gefolgt, so die Legende. Die neueste Forschung weist aber zumindest für Georg und seine Gemahlin Hedwig, die in Burghausen residierte, ein außergewöhnlich harmonisches Eheleben nach. Ludwigs Ehefrau dagegen kehrte als Witwe sogar in ihre Heimat zurück. Über Heinrichs Unerbittlichkeit hatte sich jedenfalls seine Gemahlin beklagt und unter seiner bis zum Geiz ausartenden Sparsamkeit litt auch sein Sohn und späterer Nachfolger.
Die Beziehungen zu seinem Vetter Ludwig VII. dem „Gebarteten“ von Bayern-Ingolstadt, der sich durch die Landesteilung weiterhin benachteiligt fühlte, verschlechterten sich trotz der Freisinger Schiedssprüche vom 7. Mai 1408, und Heinrich verbündete sich mit Ludwigs Feinden in der Sittichgesellschaft und in der Konstanzer Liga. Ludwig stellte Heinrichs Herkunft vor der Konstanzer Reichsversammlung öffentlich in Frage und behauptete, jener stamme von einem Koch ab, mit dem seine Mutter ein Verhältnis gehabt habe. Heinrich rächte sich am 17. April 1414 durch einen Überfall, bei dem Ludwig schwere Verletzungen davontrug. Die anhaltende erbitterte Feindschaft zwischen den beiden entlud sich im Bayerischen Krieg von 1420 bis 1422, den der Landshuter mit dem Zugewinn einiger Ingolstädter Gebietsteile für sich entscheiden konnte. Ansonsten trugen die beiden ihren Konflikt meist über Femegerichte aus.
Zweimal, 1410/11 und 1422/23, unternahm Heinrich Preußenfahrten. Den Ochsenkrieg 1421–1422 gegen Graf Georg III. aus dem Geschlecht der Fraunberger konnte Heinrich siegreich für sich entscheiden. Während seiner Regierungszeit erhöhte Heinrich die Zölle und führte 1433 eine eigene Landshuter Münze ein. Er schützte die Juden als Finanziers der Wirtschaft und begünstigte damit den Ausbau einer aktiven Judengemeinde in Landshut. 1422 setzte Heinrich Nikodemus della Scala als neuen Bischof von Freising durch.
Als nach dem Tod Johanns III. 1425 die Straubinger Linie der Wittelsbacher ausstarb, legte Kaiser Sigismund im Preßburger Schiedsspruch nach langwierigen Verhandlungen die Vierteilung des Gebiets für die bayerischen Herzöge Ernst, Wilhelm III. von Bayern-München, den Ingolstädter Herzog Ludwig und Heinrich fest. Während Kaiser Sigismund eher auf Seiten der beiden Münchner Herzöge stand, neigten die 1438 im Reich nachfolgenden Habsburger eher zu einem Bündnis mit Heinrich. In der Affäre um Agnes Bernauer in Bayern-München war Heinrich auf Seiten von Herzog Ernst gegen dessen Sohn Albrecht III involviert. Als es zum Zerwürfnis und nachfolgenden kriegerischen Auseinandersetzungen zwischen Heinrichs Ingolstädter Rivalen Ludwig und dessen eigenem Sohn Ludwig VIII. dem „Buckligen“ kam, gelang es Heinrich am 13. August 1446 durch Zahlung eines hohen Lösegeldes, Ludwig VII. in seine Gewalt zu bringen und ihn bis zu dessen Tod in Burghausen gefangen zu halten.
So konnte Heinrich anders als beim Aussterben der Herzöge von Bayern-Straubing, als er noch mit Bayern-Ingolstadt und Bayern-München teilen musste, im Jahre 1447 fast ganz Bayern-Ingolstadt erwerben, da sein einziger möglicher Konkurrent Albrecht III. von Bayern-München unentschlossen blieb. Hierbei kamen Heinrich auch seine Bündnisse mit den benachbarten Hochstiften und seinem Neffen Friedrich II. von Brandenburg zugute, sowie eine hohe Geldzahlung an König Friedrich III. 1448. Damit wurde Heinrichs Teilherzogtum zur stärksten Macht in Süddeutschland, das Territorium seines Herzogtums hatte sich während seiner Regierungszeit mehr als verdoppelt. Neben den Bergwerken in Reichenhall kontrollierte er nun auch den Bergbau um Kitzbühel. Eine endgültige Einigung mit dem Münchener Herzog erfolgte jedoch erst kurz nach Heinrichs Tod unter seinem Sohn und Nachfolger Ludwig.
Heinrich XVI. starb 1450. Ob er, wie später vielfach dargestellt, der Pest erlag, ist umstritten.  Er ist im Kloster Seligenthal bestattet; sein einziger überlebender Sohn Ludwig IX. wurde sein Nachfolger und konnte sich noch im selben Jahr vertraglich endgültig den größten Teil des Herzogtums Bayern-Ingolstadt sichern. Heinrich hinterließ bei seinem Tod einen sehr reichen Schatz und ein geordnetes Staatswesen. Dabei waren die Zielsetzungen Herzog Heinrichs des Reichen schon frühzeitig zu Tage getreten: zu Beginn der Erhalt der eigenen Dynastie gegenüber den Wittelsbacher Vettern, dann die politische Absicherung nach außen durch eine aktive Bündnispolitik, verbunden mit territorialer Expansion. In die Reichspolitik hat sich Heinrich dagegen wenig verwickeln lassen. Im Innern wahrte Heinrich der Reiche energisch den Landfrieden. Beim Volk verhasst und gefürchtet, privilegierte er Kaufleute und Juden.

## Nachkommen
Herzog Heinrich heiratete am 25. November 1412 in Landshut Margarete von Österreich (* 1395; † 24. Dezember 1447), die Tochter Herzog Albrechts IV. von Österreich und seiner Gattin Johanna Sophie von Bayern aus der wittelsbachischen Linie Straubing-Holland. Aus der Ehe gingen sechs Kinder hervor, von denen drei das Erwachsenenalter erreichten.
- Johanna (1413–1444) ⚭ 1430 Pfalzgraf Otto I. von Pfalz-Mosbach (1390–1461); beigesetzt in der  Stiftskirche St. Juliana (Mosbach)
- Albrecht (1414–1416), begraben im Kloster Raitenhaslach
- Friedrich (1415–1416), begraben im Kloster Raitenhaslach
- Ludwig IX. (1417–1479) ⚭ 1452 Prinzessin Amalie von Sachsen (1436–1501)
- Elisabeth (1419–1451) ⚭ 1445 Herzog Ulrich V. von Württemberg (1413–1480)
- Margarete (* 1420; † früh)

## Ahnentafel
| Ludwig der Bayer | Ludwig der Bayer | Ludwig der Bayer | Ludwig der Bayer | Ludwig der Bayer       | Ludwig der Bayer       |                        |                        | Beatrix von Schlesien-Schweidnitz | Beatrix von Schlesien-Schweidnitz | Beatrix von Schlesien-Schweidnitz | Beatrix von Schlesien-Schweidnitz | Beatrix von Schlesien-Schweidnitz | Beatrix von Schlesien-Schweidnitz |                     |                     | Friedrich II. von Sizilien | Friedrich II. von Sizilien | Friedrich II. von Sizilien | Friedrich II. von Sizilien | Friedrich II. von Sizilien | Friedrich II. von Sizilien |                        |                        | Eleonore von Anjou     | Eleonore von Anjou     | Eleonore von Anjou | Eleonore von Anjou | Eleonore von Anjou  | Eleonore von Anjou |  |  | Stefano Visconti | Stefano Visconti | Stefano Visconti | Stefano Visconti | Stefano Visconti | Stefano Visconti |                  |                  | Valentina Doria  | Valentina Doria  | Valentina Doria | Valentina Doria | Valentina Doria    | Valentina Doria    |                    |                    | Mastino II. della Scala | Mastino II. della Scala | Mastino II. della Scala | Mastino II. della Scala | Mastino II. della Scala     | Mastino II. della Scala     |                             |                             | Taddea da Carrara           | Taddea da Carrara           | Taddea da Carrara | Taddea da Carrara | Taddea da Carrara | Taddea da Carrara |
| Ludwig der Bayer | Ludwig der Bayer | Ludwig der Bayer | Ludwig der Bayer | Ludwig der Bayer       | Ludwig der Bayer       |                        |                        | Beatrix von Schlesien-Schweidnitz | Beatrix von Schlesien-Schweidnitz | Beatrix von Schlesien-Schweidnitz | Beatrix von Schlesien-Schweidnitz | Beatrix von Schlesien-Schweidnitz | Beatrix von Schlesien-Schweidnitz |                     |                     | Friedrich II. von Sizilien | Friedrich II. von Sizilien | Friedrich II. von Sizilien | Friedrich II. von Sizilien | Friedrich II. von Sizilien | Friedrich II. von Sizilien |                        |                        | Eleonore von Anjou     | Eleonore von Anjou     | Eleonore von Anjou | Eleonore von Anjou | Eleonore von Anjou  | Eleonore von Anjou |  |  | Stefano Visconti | Stefano Visconti | Stefano Visconti | Stefano Visconti | Stefano Visconti | Stefano Visconti |                  |                  | Valentina Doria  | Valentina Doria  | Valentina Doria | Valentina Doria | Valentina Doria    | Valentina Doria    |                    |                    | Mastino II. della Scala | Mastino II. della Scala | Mastino II. della Scala | Mastino II. della Scala | Mastino II. della Scala     | Mastino II. della Scala     |                             |                             | Taddea da Carrara           | Taddea da Carrara           | Taddea da Carrara | Taddea da Carrara | Taddea da Carrara | Taddea da Carrara |
|                  |                  |                  |                  |                        |                        |                        |                        |                                   |                                   |                                   |                                   |                                   |                                   |                     |                     |                            |                            |                            |                            |                            |                            |                        |                        |                        |                        |                    |                    |                     |                    |  |  |                  |                  |                  |                  |                  |                  |                  |                  |                  |                  |                 |                 |                    |                    |                    |                    |                         |                         |                         |                         |                             |                             |                             |                             |                             |                             |                   |                   |                   |                   |
|                  |                  |                  |                  | Stephan II. von Bayern | Stephan II. von Bayern | Stephan II. von Bayern | Stephan II. von Bayern | Stephan II. von Bayern            | Stephan II. von Bayern            |                                   |                                   |                                   |                                   |                     |                     |                            |                            |                            |                            | Elisabeth von Sizilien     | Elisabeth von Sizilien     | Elisabeth von Sizilien | Elisabeth von Sizilien | Elisabeth von Sizilien | Elisabeth von Sizilien |                    |                    |                     |                    |  |  |                  |                  |                  |                  | Bernabò Visconti | Bernabò Visconti | Bernabò Visconti | Bernabò Visconti | Bernabò Visconti | Bernabò Visconti |                 |                 |                    |                    |                    |                    |                         |                         |                         |                         | Beatrice Regina della Scala | Beatrice Regina della Scala | Beatrice Regina della Scala | Beatrice Regina della Scala | Beatrice Regina della Scala | Beatrice Regina della Scala |                   |                   |                   |                   |
|                  |                  |                  |                  | Stephan II. von Bayern | Stephan II. von Bayern | Stephan II. von Bayern | Stephan II. von Bayern | Stephan II. von Bayern            | Stephan II. von Bayern            |                                   |                                   |                                   |                                   |                     |                     |                            |                            |                            |                            | Elisabeth von Sizilien     | Elisabeth von Sizilien     | Elisabeth von Sizilien | Elisabeth von Sizilien | Elisabeth von Sizilien | Elisabeth von Sizilien |                    |                    |                     |                    |  |  |                  |                  |                  |                  | Bernabò Visconti | Bernabò Visconti | Bernabò Visconti | Bernabò Visconti | Bernabò Visconti | Bernabò Visconti |                 |                 |                    |                    |                    |                    |                         |                         |                         |                         | Beatrice Regina della Scala | Beatrice Regina della Scala | Beatrice Regina della Scala | Beatrice Regina della Scala | Beatrice Regina della Scala | Beatrice Regina della Scala |                   |                   |                   |                   |
|                  |                  |                  |                  |                        |                        |                        |                        |                                   |                                   |                                   |                                   |                                   |                                   |                     |                     |                            |                            |                            |                            |                            |                            |                        |                        |                        |                        |                    |                    |                     |                    |  |  |                  |                  |                  |                  |                  |                  |                  |                  |                  |                  |                 |                 |                    |                    |                    |                    |                         |                         |                         |                         |                             |                             |                             |                             |                             |                             |                   |                   |                   |                   |
|                  |                  |                  |                  |                        |                        |                        |                        |                                   |                                   |                                   |                                   | Friedrich der Weise               | Friedrich der Weise               | Friedrich der Weise | Friedrich der Weise | Friedrich der Weise        | Friedrich der Weise        |                            |                            |                            |                            |                        |                        |                        |                        |                    |                    |                     |                    |  |  |                  |                  |                  |                  |                  |                  |                  |                  |                  |                  |                 |                 | Maddalena Visconti | Maddalena Visconti | Maddalena Visconti | Maddalena Visconti | Maddalena Visconti      | Maddalena Visconti      |                         |                         |                             |                             |                             |                             |                             |                             |                   |                   |                   |                   |
|                  |                  |                  |                  |                        |                        |                        |                        |                                   |                                   |                                   |                                   | Friedrich der Weise               | Friedrich der Weise               | Friedrich der Weise | Friedrich der Weise | Friedrich der Weise        | Friedrich der Weise        |                            |                            |                            |                            |                        |                        |                        |                        |                    |                    |                     |                    |  |  |                  |                  |                  |                  |                  |                  |                  |                  |                  |                  |                 |                 | Maddalena Visconti | Maddalena Visconti | Maddalena Visconti | Maddalena Visconti | Maddalena Visconti      | Maddalena Visconti      |                         |                         |                             |                             |                             |                             |                             |                             |                   |                   |                   |                   |
|                  |                  |                  |                  |                        |                        |                        |                        |                                   |                                   |                                   |                                   |                                   |                                   |                     |                     |                            |                            |                            |                            |                            |                            |                        |                        |                        |                        |                    |                    |                     |                    |  |  |                  |                  |                  |                  |                  |                  |                  |                  |                  |                  |                 |                 |                    |                    |                    |                    |                         |                         |                         |                         |                             |                             |                             |                             |                             |                             |                   |                   |                   |                   |
|                  |                  |                  |                  |                        |                        |                        |                        |                                   |                                   |                                   |                                   |                                   |                                   |                     |                     |                            |                            |                            |                            |                            |                            |                        |                        |                        |                        |                    |                    | Heinrich der Reiche |                    |  |  |                  |                  |                  |                  |                  |                  |                  |                  |                  |                  |                 |                 |                    |                    |                    |                    |                         |                         |                         |                         |                             |                             |                             |                             |                             |                             |                   |                   |                   |                   |